# Namibie aux Jeux olympiques d'été de 2008
La Namibie participe aux Jeux olympiques d'été de 2008 à Pékin.

## Athlètes engagés

### Athlétisme

#### Femmes
- Beata Naigambo
- Hilaria Johannes

#### Hommes
| Epreuve          | Athlète      | Séries   | Séries | Quarts de finale | Quarts de finale | Demi-finales | Demi-finales | Finale   | Finale |
| Epreuve          | Athlète      | Résultat | Rang   | Résultat         | Rang             | Résultat     | Rang         | Résultat | Rang   |
| ---------------- | ------------ | -------- | ------ | ---------------- | ---------------- | ------------ | ------------ | -------- | ------ |
| Saut en longueur | Stephan Louw | 7,93m    | 8e     | -                | -                | -            | -            | -        | -      |

#### Femmes
| Épreuve    | Athlète          | Séries      | Séries | Quarts de finale | Quarts de finale | Demi-finales | Demi-finales | Finale       | Finale |
| Épreuve    | Athlète          | Résultat    | Rang   | Résultat         | Rang             | Résultat     | Rang         | Résultat     | Rang   |
| ---------- | ---------------- | ----------- | ------ | ---------------- | ---------------- | ------------ | ------------ | ------------ | ------ |
| 800 mètres | Agnes Samaria    | 2 min 02.18 | 5e     | -                | -                | -            | -            | -            | -      |
| Marathon   | Helalia Johannes | NC          | NC     | NC               | NC               | NC           | NC           | 2h 35 min 22 | 40e    |
| Marathon   | Beata Naigambo   | NC          | NC     | NC               | NC               | NC           | NC           | 2h 33 min 29 | 28e    |

### Boxe
- Jafet Uutoni
- Mujandjae Kasuto
- Julius Indongo

| Athlète          | Catégorie                | 16e de finale       | 8e de finale          | Quart de finale     | Demi-finale         | Finale              |
| Athlète          | Catégorie                | Adversaire Résultat | Adversaire Résultat   | Adversaire Résultat | Adversaire Résultat | Adversaire Résultat |
| ---------------- | ------------------------ | ------------------- | --------------------- | ------------------- | ------------------- | ------------------- |
| Japhet Uutoni    | Poids mi-mouches (-48kg) | NC                  | Maszczyk Défaite 5-5+ | -                   | -                   | -                   |
| Julius Indongo   | Poids légers (-60Kg)     | Little Défaite 2-14 | -                     | -                   | -                   | -                   |
| Mujandjae Kasuto | Poids welters (-69Kg)    | Balanov Défaite 5-8 | -                     | -                   | -                   | -                   |

### Cyclisme
- Erik Hoffmann
- Mannie Heymans

| Athlète       | Compétition     | Temps         | Rang |
| ------------- | --------------- | ------------- | ---- |
| Erik Hoffmann | Course en ligne | 6 h 26 min 17 | 21e  |

VTT
| Athlète        | Compétition              | Temps    | Rang |
| -------------- | ------------------------ | -------- | ---- |
| Mannie Heymans | Cross-country VTT hommes | + 3 Tour | 45e  |

### Tir
- Gaby Ahrens

### Lutte
- Nicolaas Jacobs